# سرویس اطلاعات و امنیت عمومی
ای‌آی‌وی‌دی (به هلندی: lgemene Inlichtingen- en Veiligheidsdienst) با سرواژهٔ AIVD، نام سازمان اطلاعاتی خارجی هلند است.